# Purga antisemita en el Ejército de Polonia
La purga antisemita en el Ejército de Polonia - la eliminación de los soldados de origen judío de las estructuras del Ejército Popular Polaco, realizada durante el período de la República Popular de Polonia en el marco de las acciones antisemitas de las autoridades estatales (en los años 1967-1968) conocido como la purga sionista, que terminaron con la aliyá de Polonia en 1968.

## Historia
Se supone que los corresponsables por la purga antisemita en el ejército fueron el miembro de la alta dirección del Ministerio de Defensa, y desde el 11 de abril de 1968 el ministro de Defensa, el general Wojciech Jaruzelski, quien encabezó el comité especial, junto con el jefe del Servicio Interno Militar, el general Teodor Kufel.
No hay un acuerdo en cuanto al número de oficiales expulsados del ejército durante la purga. Peter Raina indicó el número de decenas de oficiales, en cambio, Anka Grupińska señaló 150. Lech Kowalski informó que se preservaron seis órdenes, que contenían 1.348 apellidos (tanto de oficiales como de suboficiales) y añadió que los soldados de origen judío iban a ser expulsados del ejército por el general Jaruzelski incluso en el 1980. Aquellos afectados por la purga fueron privados del rango del oficial "debido a la falta de valores morales" y degradados (por ejemplo, Mieczysław Krzemiński).